# Oriana Fallaci
Oriana Fallaci, född 29 juni 1929 i Florens, död 15 september 2006 i Florens, var en italiensk journalist och författare. 
Oriana Fallaci utbildade sig till journalist och arbetade som korrespondent för tidningen L'Europeo. Fallaci var känd för sina politiska intervjuer med de högsta makthavarna i världen och för den demokratiska agenda hon förde fram i flera av sina böcker. Under kriget var hon partisan
[1] Fallaci är också känd som den första kvinnliga journalisten i Italien som blivit krigskorrespondent.  
Fallacis bok  Interview with History innehåller långa och djuplodande intervjuer med Indira Gandhi, Golda Meir, Yasser Arafat, Zulfikar Ali Bhutto, Willy Brandt, schahen av Iran Mohammad Reza Pahlavi och Henry Kissinger. Hon intervjuade också Deng Xiaoping, Haile Selassie, Lech Wałęsa, Muammar al-Gaddafi, Cayetana Fitz-James Stuart, hertiginnan av Alba, Mário Soares och många fler. 
I början av 1970-talet hade Fallaci ett förhållande med en av sina intervju-personer; den grekiske motståndsmannen Alexandros Panagoulis som under 1967 års diktatur, hade tagits till fånga, torterats och fängslats för sitt mordförsök på diktatorn och ex-översten Georgios Papadopoulos. Panagoulis avled 1976 under kontroversiella omständigheter i en trafikolycka. Fallaci hävdade att Panagoulis blev mördad av den grekiska militärjuntan och hennes bok Un Uomo (En Man) inspirerades av hans liv.
På äldre dagar blev Oriana Fallaci känd som en högljudd motståndare till islam. Efter World Trade Center-katastrofen gav Fallaci ut två böcker, vilka både gav henne en ny publik och väckte skarp kritik för hets mot muslimer.